# Sekou Sidibe
Sekou Sidibe (Abobo, 5 mei 2001) is een Belgisch voetballer van Ivoriaanse afkomst die doorgaans als aanvaller speelt. Hij debuteerde op 16 augustus 2019 in het betaald voetbal als speler van Jong PSV.

## Carrière
Sidibe speelde in de jeugdopleiding van Beerschot AC, tot hij die in 2011 verruilde voor die van van PSV. Hier doorliep hij vanaf de D-jeugd alle jeugdelftallen en ondertekende hij in mei 2017 zijn eerste profcontract. In de seizoenen 2016/17 en 2018/19 kwam hij met de U19 van de club uit in de UEFA Youth League. Sidibe debuteerde op 16 augustus 2019 in het betaald voetbal: Jong PSV-coach Peter Uneken gaf hem die dag een basisplaats als rechtsbuiten tijdens een met 3–2 verloren wedstrijd in de Eerste divisie uit bij Almere City.
Nadat hij in zijn eerste seizoen bij Jong PSV zes keer scoorde in 24 competitiewedstrijden, liep zijn contract bij de Eindhovenaren af. Enkele weken later vond hij onderdak bij FC Emmen uit de Eredivisie. Daar kwam hij in zijn debuutseizoen niet verder dan drie korte invalbeurten in de Eredivisie en een basisplaats in de bekerwedstrijd tegen FC Eindhoven. Na één seizoen werd al duidelijk dat hij geen toekomst meer had bij Emmen.
In juli 2021 ging Sidibe aan de slag bij de Roemeense eersteklasser FC U Craiova 1948, waar hij Adrian Mutu als trainer kreeg.

## Clubstatistieken
| Seizoen     | Club              | Competitie     | Competitie | Competitie | Beker | Beker | Internationaal | Internationaal | Totaal | Totaal |
| Seizoen     | Club              | Competitie     | Wed.       | Dlp.       | Wed.  | Dlp.  | Wed.           | Dlp.           | Wed.   | Dlp.   |
| ----------- | ----------------- | -------------- | ---------- | ---------- | ----- | ----- | -------------- | -------------- | ------ | ------ |
| 2019/20     | Jong PSV          | Eerste divisie | 24         | 6          | 0     | 0     | —              | —              | 24     | 6      |
| 2020/21     | FC Emmen          | Eredivisie     | 3          | 0          | 1     | 0     | —              | —              | 4      | 0      |
| 2021/22     | FC U Craiova 1948 | Liga 1         | 2          | 1          | 0     | 0     | —              | —              | 2      | 1      |
| Club totaal | Club totaal       | Club totaal    | 29         | 7          | 1     | 0     | 0              | 0              | 30     | 7      |

Bijgewerkt t/m 10 augustus 2021

## Interlandcarrière
Sidibe maakte deel uit van verschillende Belgische nationale jeugdelftallen. Hij nam met België –17 deel aan het EK –17 van 2018.
1 Valkenaers ·
3 Gilot ·
4 Faye  ·
5 Corneillie ·
7 Gobitaka ·
8 Gueulette ·
9 Guindo ·
10 Pau ·
11 Liongola ·
12 Loiseaux ·
13 Maisonneuve ·
14 Belkheir ·
15 Lahssaini ·
21 Peano ·
23 Ito ·
25 Lamego ·
26 Bongiovanni ·
27 Eyongo ·
28 Botella ·
31 Camara ·
38 Diallo ·
44 Klomp ·
49 Hoedaert ·
51 Sidibe ·
70 Nagera ·
71 Monteiro ·
98 Maës ·
Coach: Taquin